# 哈佛-麻省理工醫療科技學院
哈佛-麻省理工醫療科技學院（英語：Harvard–MIT Health Sciences and Technology），或惠特克健康科學與技術學院（Whitaker College of Health Sciences and Technology），為位於麻省理工學院醫學工程與科學研究中心的跨校學術部門。其由哈佛醫學院及麻省理工學院合作開辦，旨在以跨學科的方式促使兩校生物醫學人員攜手解決人類健康衛生問題。